# Едвард Џејмс Олмос
Едвард Џејмс Олмос (енгл. Edward James Olmos; Лос Анђелес, Калифорнија, 24. фебруар 1947) амерички је глумац, редитељ и продуцент.
Добитник је Емија и Златног глобуса, а био је номинован и за Оскара. Најпознатији је по улогама адмирала Вилијама Адаме у научнофантастичној ТВ серији Свемирска крстарица Галактика и поручника Мартина Кастиља у полицијској ТВ серији Пороци Мајамија.